# National Basketball Association 1959-1960
La stagione della National Basketball Association 1959-1960 fu la 14ª edizione del campionato NBA. La stagione si concluse con la vittoria dei Boston Celtics, che sconfissero i St. Louis Hawks per 4-3 nelle finali NBA.

## Squadre partecipanti
- Boston Celtics
- Cincinnati Royals
- Detroit Pistons
- Minneapolis Lakers

- N.Y. Knicks
- Philad. Warriors
- St. Louis Hawks
- Syracuse Nationals

## Classifica finale

### Eastern Division
| Squadra               | V  | P  | %    | GB |
| --------------------- | -- | -- | ---- | -- |
| Boston Celtics C      | 59 | 16 | 78,7 | -  |
| Philadelphia Warriors | 49 | 26 | 65,3 | 10 |
| Syracuse Nationals    | 45 | 30 | 60,0 | 14 |
| New York Knicks       | 27 | 48 | 36,0 | 32 |

### Western Division
| Squadra            | V  | P  | %    | GB |
| ------------------ | -- | -- | ---- | -- |
| St. Louis Hawks    | 46 | 29 | 61,3 | -  |
| Detroit Pistons    | 30 | 45 | 40,0 | 16 |
| Minneapolis Lakers | 25 | 50 | 33,3 | 21 |
| Cincinnati Royals  | 19 | 56 | 25,3 | 27 |

## Vincitore
| Campione NBA 1959-1960     |
| -------------------------- |
| Boston Celtics (3º titolo) |

## Statistiche
| Categoria | Giocatore        | Squadra               | Stat  |
| --------- | ---------------- | --------------------- | ----- |
| Punti     | Wilt Chamberlain | Philadelphia Warriors | 2.707 |
| Rimbalzi  | Wilt Chamberlain | Philadelphia Warriors | 1.941 |
| Assist    | Bob Cousy        | Boston Celtics        | 715   |
| FG%       | Ken Sears        | New York Knicks       | 47,7  |
| FT%       | Dolph Schayes    | Syracuse Nationals    | 89,3  |

## Premi NBA
- NBA Most Valuable Player Award: Wilt Chamberlain, Philadelphia Warriors
- NBA Rookie of the Year Award: Wilt Chamberlain, Philadelphia Warriors
- All-NBA First Team:
  - Bob Pettit, St. Louis Hawks
  - Elgin Baylor, Minneapolis Lakers
  - Wilt Chamberlain, Philadelphia Warriors
  - Bob Cousy, Boston Celtics
  - Gene Shue, Detroit Pistons
- All-NBA Second Team:
  - Jack Twyman, Cincinnati Royals
  - Dolph Schayes, Syracuse Nationals
  - Bill Russell, Boston Celtics
  - Richie Guerin, New York Knicks
  - Bill Sharman, Boston Celtics